# لشکر ۲ زرهی (بریتانیا)
لشکر ۲ زرهی بریتانیا (انگلیسی: 2nd Armoured Division) لشکر زرهی نیروی زمینی بریتانیا بود، که در سال ۱۹۳۹ تأسیس شد و در سال ۱۹۴۱ منحل گردید.
لشکر ۲ زرهی، لشکری از ارتش بریتانیا بود که در مراحل اولیه جنگ جهانی دوم فعال بود. ایجاد این لشکر از ابتدای سال ۱۹۳۹ مورد بحث قرار گرفته بود، با این هدف که با تقسیم لشکر اول زرهی، آن را تشکیل دهند. کمبود تانک، این امر را تا دسامبر ۱۹۳۹ به تأخیر انداخت. برای مدت کوتاهی پس از ایجاد آن، این لشکر هیچ واحدی نداشت تا اینکه تیپ اول زرهی سبک از لشکر اول زرهی و تیپ ۲۲ زرهی سنگین از فرماندهی جنوبی به آن اختصاص داده شد.
در اوایل سال ۱۹۴۰، اولویت تجهیزات به لشکر اول زرهی داده شد و لشکر دوم زرهی را در وضعیت ضعیفی قرار داد و عمدتاً به تانک‌های سبک مجهز کرد. پس از نبرد فرانسه، با تهدید حمله آلمان به بریتانیا، اولویت تجهیزات به لشکر دوم زرهی منتقل شد که به قدرت رسید. نقشه این بود که از این لشکر برای ضدحمله به جناحین نیروی مهاجم ترسناک آلمان استفاده شود. در اوت ۱۹۴۰، یک هنگ زرهی از این لشکر به مصر منتقل و به لشکر هفتم زرهی منتقل شد، اما با لشکر دیگری جایگزین شد. در اکتبر، تصمیم گرفته شد که بقیه لشکر به عنوان نیروی کمکی برای فرماندهی خاورمیانه به مصر منتقل شود.
این لشکر قبل از عزیمت به مصر، تیپ‌هایی را با لشکر اول زرهی مبادله کرد. از آنجایی که تیپ مبادله شده تنها شامل یک هنگ زرهی بود، قدرت لشکر به سه هنگ زرهی کاهش یافت. پس از ورود به مصر در دسامبر ۱۹۴۰، این لشکر برای پشتیبانی از عملیات لوستر، یک نیروی اعزامی به یونان، بیشتر کاهش یافت. واحدهای جدا شده شامل دو سوم تانک‌های لشکر، یک گردان پیاده‌نظام و پشتیبانی توپخانه بودند. بقایای لشکر سپس به استان سیرنایکا در لیبی ایتالیا که در جریان عملیات قطب‌نما فتح شده بود، نقل مکان کردند. تانک‌های باقیمانده لشکر فرسوده بودند. آنها با مدل‌های ایتالیایی غنیمت گرفته شده که به همان اندازه فرسوده بودند، تکمیل شدند. در ماه مارس، یک ضد حمله آلمانی-ایتالیایی منجر به نابودی لشکر و بیرون راندن بریتانیایی‌ها از سیرنایسا، به جز طبرق، شد. مورخان اتفاق نظر دارند که با توجه به شرایط کمبود تجهیزات، کمبود تدارکات، فقدان آموزش مناسب، ارتباطات ناکافی و زنجیره فرماندهی نامشخص، لشکر نمی‌توانست کار چندانی برای جلوگیری از این امر انجام دهد.